# Mistrzostwa Europy Małych Państw w piłce siatkowej
Mistrzostwa Europy Małych Państw w piłce siatkowej – międzynarodowe rozgrywki siatkarskie organizowane co 2 lata (tj. mistrzostwa Europy), począwszy od 2001 roku, przez Europejską Konfederację Piłki Siatkowej (CEV) dla reprezentacji zrzeszonych w Small Countries Division (Federacji Małych Państw). Mistrzostwa odbywają się zarówno w kategoriach seniorskich, jak i juniorskich.
Obecnie w Small Countries Division zrzeszonych jest 15 federacji.
| Andora     | AND | Cypr          | CYP | Wyspy Owcze       | FER |
| Gibraltar  | GIB | Grenlandia    | GRL | Islandia          | ISL |
| Irlandia   | IRL | Liechtenstein | LIE | Luksemburg        | LUX |
| Malta      | MLT | Monako        | MON | Irlandia Północna | NIR |
| San Marino | SMR | Szkocja       | SCO | Walia             | WAL |

## Medaliści

### Mężczyźni
| Edycja | Rok  | Gospodarz   | Złoto      | Srebro      | Brąz        |
| ------ | ---- | ----------- | ---------- | ----------- | ----------- |
| I      | 2000 | Malta       | Cypr       | Szkocja     | Luksemburg  |
| II     | 2002 | Andora      | Cypr       | Islandia    | Szkocja     |
| III    | 2004 | Luksemburg  | Cypr       | Luksemburg  | Wyspy Owcze |
| IV     | 2007 | Cypr        | Cypr       | Andora      | Luksemburg  |
| V      | 2009 | Luksemburg  | Cypr       | Luksemburg  | Islandia    |
| VI     | 2011 | Andora      | Cypr       | Luksemburg  | Andora      |
| VII    | 2013 | Cypr        | Cypr       | Szkocja     | Luksemburg  |
| VIII   | 2015 | Luksemburg  | Luksemburg | Cypr        | Szkocja     |
| IX     | 2017 | Islandia    | Luksemburg | Cypr        | Islandia    |
| X      | 2019 | Wyspy Owcze | Szkocja    | Wyspy Owcze | Islandia    |

### Kobiety
| Edycja | Rok  | Gospodarz     | Złoto      | Srebro     | Brąz          |
| ------ | ---- | ------------- | ---------- | ---------- | ------------- |
| I      | 2000 | Malta         | Cypr       | San Marino | Malta         |
| II     | 2002 | Luksemburg    | San Marino | Cypr       | Luksemburg    |
| III    | 2004 | Liechtenstein | Cypr       | Luksemburg | Liechtenstein |
| IV     | 2007 | Szkocja       | Islandia   | Luksemburg | Cypr          |
| V      | 2009 | Liechtenstein | Cypr       | San Marino | Luksemburg    |
| VI     | 2011 | Luksemburg    | Cypr       | San Marino | Luksemburg    |
| VII    | 2013 | Malta         | Cypr       | San Marino | Szkocja       |
| VIII   | 2015 | Liechtenstein | Cypr       | Szkocja    | Luksemburg    |
| IX     | 2019 | Luksemburg    | Islandia   | Luksemburg | Cypr          |

### Juniorzy
| Edycja | Rok  | Gospodarz     | Złoto      | Srebro      | Brąz              |
| ------ | ---- | ------------- | ---------- | ----------- | ----------------- |
| I      | 2006 | Liechtenstein | Cypr       | Luksemburg  | San Marino        |
| II     | 2008 | Malta         | Luksemburg | Cypr        | San Marino        |
| III    | 2012 | Szkocja       | Cypr       | Luksemburg  | Szkocja           |
| IV     | 2014 | Luksemburg    | Szkocja    | Luksemburg  | Irlandia Północna |
| V      | 2016 | Cypr          | Cypr       | Luksemburg  | Szkocja           |
| VI     | 2018 | Wyspy Owcze   | Luksemburg | Wyspy Owcze | Islandia          |

### Juniorki
| Edycja | Rok  | Gospodarz     | Złoto      | Srebro      | Brąz          |
| ------ | ---- | ------------- | ---------- | ----------- | ------------- |
| I      | 2006 | San Marino    | Luksemburg | Cypr        | San Marino    |
| II     | 2008 | Liechtenstein | Luksemburg | Cypr        | Liechtenstein |
| III    | 2010 | Luksemburg    | Luksemburg | Cypr        | Liechtenstein |
| IV     | 2012 | Cypr          | Cypr       | Szkocja     | Luksemburg    |
| V      | 2014 | San Marino    | Luksemburg | San Marino  | Szkocja       |
| VI     | 2016 | Szkocja       | Cypr       | Luksemburg  | Szkocja       |
| VII    | 2018 | Liechtenstein | Luksemburg | Wyspy Owcze | Szkocja       |